# Gerdau
Gerdau es una  empresa brasileña, líder en la producción de aceros largos en Latinoamérica y Norteamérica y una de las mayores proveedoras de aceros largos especiales. Posee operaciones industriales en 14 países —en América Latina, Norteamérica y Europa— Es la mayor recicladora de América Latina y, transforma anualmente millones de toneladas de chatarra en acero. Con cerca de 140 mil accionistas, Gerdau está listada en las bolsas de valores de São Paulo, Nueva York y Madrid. 
En 2023 tuvo una producción de acero de 12.7 millones de toneladas.

## Historia
Gerdau fue fundada por João Gerdau. Hijo de Johannes Gerdau y Anna Focken, campesinos residentes de Neuenfelde, en el Reino de Hannover. Nacido en Altona, actualmente barrio de Hamburgo, en el entonces Reino de Prusia, João emigró al sur del Imperio de Brasil, en 1869, en busca de mejores condiciones de vida y nuevos emprendimientos, desembarcando en el Puerto de Rio Grande, provincia de São Pedro do Rio Grande do Sul, siendo aún joven. Se instaló en la Colonia de Santo Ângelo, territorio que actualmente pertenece a Agudo, en el estado brasileño de Rio Grande do Sul. En la misma ciudad invirtió inicialmente en el comercio. Posteriormente, en 1884, fundó una casa de comercio de textiles en Cachoeira do Sul. En busca de nuevas oportunidades, se mudó con su esposa Alvine Gerdau y sus tres hijos, Hugo, Walter y Bertha, a Porto Alegre, la capital del estado.
En Porto Alegre, compró la fábrica de clavos Pontas de París en 1901, marcando el origen del grupo. Poco antes de su muerte, el 24 de noviembre de 1917, el negocio pasó a manos de su hijo, Hugo Gerdau. Con la abundante producción de clavos, Rio Grande do Sul ya no dependía de las importaciones. En 1933, la fábrica de clavos amplió su producción con la construcción de una nueva unidad en Passo Fundo, en el interior del estado.
En 2005 adquirió la española Sidenor por 443 M€, y en mayo de 2016 vendió de nuevo la sociedad, por un tercio de lo que pagó por ella, a su anterior equipo directivo, que la volvió a refundar como Sidenor.
El 28 de junio del 2006, Gerdau adquiere el 52% de las acciones de SIDERPERU.
En Chile operó desde el año 1992, cuando compró la acerera local Aza, hasta abril de 2018, cuando anunció que vendería sus operaciones a un grupo de empresarios chilenos, consistentes en tres plantas de producción con capacidad instalada de 520.000 toneladas anuales de aceros largos reciclados y su red de distribución en ese país.